# Schweizer Alpine Skimeisterschaften 1963
Die Schweizer Alpinen Skimeisterschaften 1963 fanden vom 8. bis 12. Februar in Wildhaus im Kanton St. Gallen statt.

## Herren

### Abfahrt
| Platz | Name                 | Zeit       |
| ----- | -------------------- | ---------- |
| 01    | Josef Minsch         | 2:27,4 min |
| 02    | Willy Favre          | 2:29,7 min |
| 03    | Jacques Fleutry      | 2:31,1 min |
| 04    | Dumeng Giovanoli     | 2:31,3 min |
| 05    | Beat von Allmen      | 2:32,7 min |
| 06    | Gian Reto Giovanoli  | 2:32,9 min |
|       | Georg Grünenfelder   | 2:32,9 min |
| 08    | Jean-Daniel Dätwyler | 2:33,5 min |
|       | Paul Schmidt         | 2:33,5 min |
| 10    | Fredi Brupbacher     | 2:34,6 min |

### Riesenslalom
| Platz | Name                | Zeit       |
| ----- | ------------------- | ---------- |
| 01    | Josef Minsch        | 2:29,8 min |
| 02    | Robert Grünenfelder | 2:31,0 min |
| 03    | Fredi Brupbacher    | 2:34,3 min |
| 04    | Willy Favre         | 2:35,1 min |
|       | Adolf Mathis        | 2:35,1 min |
| 06    | Beat von Allmen     | 2:36,5 min |
| 07    | Alby Pitteloud      | 2:36,6 min |
| 08    | Gian Reto Giovanoli | 2:37,8 min |
| 09    | Paul Schmidt        | 2:38,0 min |
| 10    | Bruno Zryd          | 2:38,2 min |

### Slalom
| Platz | Name                | Zeit       |
| ----- | ------------------- | ---------- |
| 01    | Adolf Mathis        | 1:32,0 min |
| 02    | Robert Grünenfelder | 1:34,9 min |
| 03    | Georg Grünenfelder  | 1:35,9 min |
| 04    | Gian Reto Giovanoli | 1:36,3 min |
| 05    | Paul Schmidt        | 1:36,4 min |
| 06    | Stefan Kälin        | 1:37,6 min |
| 07    | Dumeng Giovanoli    | 1:37,8 min |
| 08    | Josef Minsch        | 1:38,5 min |
|       | Edmund Bruggmann    | 1:38,5 min |
| 10    | Bruno Zryd          | 1:38,6 min |

### Kombination
Die Kombination wurde über eine Punktewertung aus den Ergebnissen von Abfahrt, Riesenslalom und Slalom berechnet.
| Platz | Name                | Punkte |
| ----- | ------------------- | ------ |
| 01    | Josef Minsch        | 15 623 |
| 02    | Adolf Mathis        | 15 705 |
| 03    | Robert Grünenfelder | 15 712 |
| 04    | Willy Favre         | 15 789 |
| 05    | Gian Reto Giovanoli | 15 830 |
| 06    | Paul Schmidt        | 15 849 |
| 07    | Dumeng Giovanoli    | 15 869 |
| 08    | Georg Grünenfelder  | 15 880 |
| 09    | Beat von Allmen     | 15 882 |
| 10    | Bruno Zryd          | 15 962 |

## Damen

### Abfahrt
| Platz | Name               | Zeit       |
| ----- | ------------------ | ---------- |
| 01    | Theres Obrecht     | 2:26,2 min |
| 02    | Madeleine Wuilloud | 2:27,3 min |
| 03    | Françoise Gay      | 2:28,6 min |
| 04    | Ruth Adolf         | 2:29,4 min |
| 05    | Sylvia Zimmermann  | 2:29,7 min |
|       | Heidi Obrecht      | 2:29,7 min |
| 07    | Fernande Bochatay  | 2:31,2 min |
| 08    | Edith Hiltbrand    | 2:31,6 min |
| 09    | Vreni Fuchs        | 2:31,7 min |
| 10    | Ruth Leuthard      | 2:32,5 min |

### Riesenslalom
| Platz | Name               | Zeit       |
| ----- | ------------------ | ---------- |
| 01    | Theres Obrecht     | 1:39,1 min |
| 02    | Sylvia Zimmermann  | 1:42,3 min |
| 03    | Fernande Bochatay  | 1:42,7 min |
| 04    | Heidi Obrecht      | 1:43,4 min |
| 05    | Françoise Gay      | 1:43,5 min |
| 06    | Edith Hiltbrand    | 1:43,9 min |
| 07    | Madeleine Wuilloud | 1:44,0 min |
| 08    | Ruth Adolf         | 1:44,1 min |
| 09    | Vreni Fuchs        | 1:45,6 min |
| 10    | Marie-Paule Fellay | 1:47,5 min |

### Slalom
| Platz | Name                | Zeit       |
| ----- | ------------------- | ---------- |
| 01    | Sylvia Zimmermann   | 1:22,6 min |
| 02    | Ruth Adolf          | 1:22,8 min |
| 03    | Françoise Gay       | 1:23,0 min |
| 04    | Madeleine Bonzon    | 1:26,9 min |
| 05    | Madeleine Wuilloud  | 1:27,5 min |
| 06    | Edith Hiltbrand     | 1:28,7 min |
| 07    | Marlyse Blum        | 1:29,6 min |
| 08    | Ruth Leuthard       | 1:32,8 min |
| 09    | Marie-Paule Fellay  | 1:33,9 min |
| 10    | Josianne Conscience | 1:34,1 min |

### Kombination
Die Kombination wurde über eine Punktewertung aus den Ergebnissen von Abfahrt, Riesenslalom und Slalom berechnet.
| Platz | Name               | Punkte |
| ----- | ------------------ | ------ |
| 01    | Sylvia Zimmermann  | 13 928 |
| 02    | Françoise Gay      | 13 958 |
| 03    | Ruth Adolf         | 13 985 |
| 04    | Madeleine Wuilloud | 14 111 |
| 05    | Edith Hiltbrand    | 14 240 |
| 06    | Madeleine Bonzon   | 14 472 |
| 07    | Marlyse Blum       | 14 508 |
| 08    | Ruth Leuthard      | 14 520 |
| 09    | Marie-Paule Fellay | 14 569 |
| 10    | Alice Sutter       | 14 582 |